# Robert Ridgway
Robert Ridgway (Mount Carmel, 2 luglio 1850 – Olney, 25 marzo 1929) è stato un ornitologo statunitense.
Da sempre appassionato di storia naturale, fin da giovane mostrò i suoi talenti di osservatore, collezionista e illustratore. A 14 anni intraprese una corrispondenza con Spencer Fullerton Baird (1823-1887), il quale lo incoraggiò nei suoi studi di ornitologia. Tre anni dopo ottenne un posto da zoologo durante la spedizione nella regione del 40º parallelo guidata da Clarence King (1842-1901). Tra il 1867 e il 1869, esplorò la California, il Nevada, l'Idaho, lo Utah e il Wyoming.
Nel 1877 raccolse i dati delle sue osservazioni ornitologiche in Report on Ornithology of the Fortieth Parallel. Nel 1883 fu uno dei membri fondatori dell'Unione degli Ornitologi Americani, assieme ad Elliott Coues (1842-1899), Henry Henshaw ed altri. Dirigerà questa società dal 1898 al 1900.
Pubblicò più di 500 articoli e descrisse molte nuove specie di uccelli.